# NGC 677
NGC 677 (други обозначения – UGC 1275, MCG 2-5-42, ZWG 437.39, NPM1G +12.0057, IRAS01464+1249, PGC 6673) е елиптична галактика (E) в съзвездието Овен.
Обектът присъства в оригиналната редакция на „Нов общ каталог“.